# Abduraheem Mohammed
Abduraheem Mohammed (Arabic:عبد الرحيم محمد) (sinh ngày 12 tháng 6 năm 1994) là một cầu thủ bóng đá người Các Tiểu vương quốc Ả Rập Thống nhất. Hiện tại anh thi đấu cho Ittihad Kalba.